# Paul Bartoletti
Pour les articles homonymes, voir Bartoletti.

a Compétitions nationales et continentales officielles uniquement.

b Matchs officiels uniquement.
Paul Bartoletti dit Barto, né le 24 février 1926 à Bouligny (Meuse) et mort le 17 octobre 1985 à Arcachon (Gironde), est un joueur de rugby à XV et international français de rugby à XIII, évoluant au poste de pilier.
Fuyant la Moselle durant la Seconde Guerre mondiale avec sa famille, il s'établit à Agen et découvre sur le tard le rugby à XV. Intégrant le club du S.U. Agen, il accompagne les succès du club qui s'empare du titre de la Coupe de France en 1943 et atteint la finale du Championnat de France en 1943 auxquels P. Bartoletti n'y prend pas part.
Repéré par Jean Galia qui profite de la fin de l'interdiction du rugby à XIII en France, celui-ci l'invite à rejoindre le rugby à XIII et le convainc de s'engager à l'U.S. Villeneuve chez les juniors. En 1946, il signe pour l'Entente Bordeaux-Bayonne devenant Bordeaux XIII lorsque les deux clubs se dissocie. Le club monte en puissance chaque saison pour finalement parvenir à s'emparer du titre du Championnat de France en 1954 sous la houlette de l'entraîneur Jean Duhau au côté de coéquipiers tels Armand Save, André Carrère, Raymond Contrastin et Christian Duplé. Il poursuit sa carrière en  Championnat de France de 2e division avec Facture XIII remportant le titre de 1956, puis la termine de retour en première division avec l'entente Bordeaux-Facture.
Pilier référence du Championnat de France malgré une forte concurrence à son poste, il compte 15 sélections avec l'équipe de France, prenant part aux titres de la Coupe d'Europe des nations en 1949 et 1952, ainsi qu'à la Tournée de l'équipe de France de rugby à XIII en 1951 en Australie et Nouvelle-Zélande. Il compte ainsi des victoires prestigieuses contre les sélections d'Australie, d'Angleterre, Nouvelle-Zélande et Pays de Galles.

## Biographie

### Enfance, jeunesse et débuts en rugby à XV et XIII
Leopoldo Paolo Angelo Bartoletti dit Paul Bartoletti naît le 24 février 1926 à Bouligny (Meuse). Son père, Arthur Bartoletti (1892-), est un immigré italien originaire de Sant-Agata et travaille en tant que wattman (conducteur de locomotives travaille en étroite collaboration avec les équipes de mineurs et de chargeurs). Fuyant la zone où se déroule la Seconde Guerre mondiale, la famille Bartoletti s'installe à Agen dans le Lot-et-Garonne. P. Bartoletti intègre l'équipe juniors du S.U. Agen puis son équipe première pendant la guerre. Il prend part au Championnat de France 1943 où le club emmené par Marius Guiral atteint la finale contre Bayonne mais est battu, il n'y dispute pas la finale mais remporte la Coupe de France 1943 contre le Stade bordelais. Il côtoie également l'équipe de France junior en zone non occupée avec Puig-Aubert, Bergougnan et Jean Prat. Après 1943, il rejoint le maquis et les campagnes d'Alsace, d'Allemagne et d'Autriche en faisant partie du 2e tabor marocain et abandonne momentanée le sport.
De retour de guerre, il reçoit des propositions de nombreux clubs tels que le Stade toulousain, un retour au S.U. Agen et l'U.S. Montauban mais Jean Galia l'invite à rejoindre le rugby à XIII, qui sort d'une période d'interdiction instaurée par le Régime de Vichy, et le club de l'U.S. Villeneuve. Agé de 19 ans désirant ouvrir un bar-tabac, il signe pour le club villeneuvois. Il devient vice-champion de France junior en 1946 puis rejoint l'entente Bordeaux-Bayonne dans la foulée.

### Carrière
Rapidement, il est appelé en équipe de France aux côtés de Galaup, Cantoni, Caillou, Puig-Aubert et Crespo, et qui va dominer le rugby à XIII durant cinq années.Il y est même désigné meilleur joueur du monde en 1949 à la suite d'une performance avec le XIII de France battant l'Angleterre à Wembley.
Il s'établit à Arcachon dès 1949.

## Palmarès

### Rugby à XV
- Collectif : 
  - Vainqueur de la Coupe de France : 1943 (Agen).
  - Finaliste du Championnat de France : 1943 (Agen).

### Rugby à XIII
- Collectif : 
  - Vainqueur de la Coupe d'Europe des nations : 1949 et 1952 (France).
  - Vainqueur du Championnat de France : 1954 (Bordeaux).
  - Vainqueur du Championnat de France de 2e division : 1956 (Facture).
  - Finaliste du Championnat de France de 2e division : 1955 (Facture).

#### Détails en sélection
| Matchs internationaux de Paul Bartoletti | Matchs internationaux de Paul Bartoletti | Matchs internationaux de Paul Bartoletti | Matchs internationaux de Paul Bartoletti | Matchs internationaux de Paul Bartoletti | Matchs internationaux de Paul Bartoletti | Matchs internationaux de Paul Bartoletti | Matchs internationaux de Paul Bartoletti | Matchs internationaux de Paul Bartoletti | Matchs internationaux de Paul Bartoletti | Matchs internationaux de Paul Bartoletti | Matchs internationaux de Paul Bartoletti |
|                                          | Date                                     | Adversaire                               | Résultat                                 | Compétition                              | Poste                                    | Points                                   | Essais                                   | Pen.                                     | Drops                                    |                                          |                                          |
| ---------------------------------------- | ---------------------------------------- | ---------------------------------------- | ---------------------------------------- | ---------------------------------------- | ---------------------------------------- | ---------------------------------------- | ---------------------------------------- | ---------------------------------------- | ---------------------------------------- | ---------------------------------------- | ---------------------------------------- |
| sous les couleurs de la France           |                                          |                                          |                                          |                                          |                                          |                                          |                                          |                                          |                                          |                                          |                                          |
| 1.                                       | 23 janvier 1949                          | Australie                                | 0-10                                     | Test-match                               | Pilier                                   | -                                        | -                                        | -                                        | -                                        |                                          |                                          |
| 2.                                       | 12 mars 1949                             | Angleterre                               | 12-5                                     | Coupe d'Europe                           | Pilier                                   | -                                        | -                                        | -                                        | -                                        |                                          |                                          |
| 3.                                       | 10 avril 1949                            | Pays de Galles                           | 11-0                                     | Coupe d'Europe                           | Pilier                                   | -                                        | -                                        | -                                        | -                                        |                                          |                                          |
| 4.                                       | 4 décembre 1949                          | Angleterre                               | 5-13                                     | Coupe d'Europe                           | Pilier                                   | -                                        | -                                        | -                                        | -                                        |                                          |                                          |
| 5.                                       | 11 juin 1951                             | Australie                                | 26-15                                    | Test-match                               | Pilier                                   | -                                        | -                                        | -                                        | -                                        |                                          |                                          |
| 6.                                       | 30 juin 1951                             | Australie                                | 11-23                                    | Test-match                               | Pilier                                   | -                                        | -                                        | -                                        | -                                        |                                          |                                          |
| 7.                                       | 21 juillet 1951                          | Australie                                | 35-14                                    | Test-match                               | Pilier                                   | -                                        | -                                        | -                                        | -                                        |                                          |                                          |
| 8.                                       | 4 août 1951                              | Nouvelle-Zélande                         | 15-16                                    | Test-match                               | Pilier                                   | -                                        | -                                        | -                                        | -                                        |                                          |                                          |
| 9.                                       | 25 novembre 1951                         | Autres Nationalités                      | 14-17                                    | Coupe d'Europe                           | Pilier                                   | 3                                        | 1                                        | -                                        | -                                        |                                          |                                          |
| 10.                                      | 25 novembre 1951                         | Angleterre                               | 42-13                                    | Coupe d'Europe                           | Pilier                                   | -                                        | -                                        | -                                        | -                                        |                                          |                                          |
| 11.                                      | 23 décembre 1951                         | Nouvelle-Zélande                         | 8-3                                      | Test-match                               | Pilier                                   | -                                        | -                                        | -                                        | -                                        |                                          |                                          |
| 12.                                      | 30 décembre 1951                         | Nouvelle-Zélande                         | 17-7                                     | Test-match                               | Pilier                                   | -                                        | -                                        | -                                        | -                                        |                                          |                                          |
| 13.                                      | 6 avril 1952                             | Pays de Galles                           | 20-12                                    | Coupe d'Europe                           | Pilier                                   | -                                        | -                                        | -                                        | -                                        |                                          |                                          |
| 14.                                      | 23 novembre 1952                         | Autres Nationalités                      | 10-29                                    | Coupe d'Europe                           | Pilier                                   | -                                        | -                                        | -                                        | -                                        |                                          |                                          |
| 15.                                      | 27 avril 1954                            | Grande-Bretagne                          | 8-17                                     | Test-match                               | Pilier                                   | -                                        | -                                        | -                                        | -                                        |                                          |                                          |

#### Statistiques
| Saison    | Saison           | Championnat                          | Championnat | Coupe           | Coupe      | Sélection | Sélection | Sélection | Sélection | Sélection | Sélection | Sélection |
| Saison    | Saison           | Comp.                                | Class.      | Comp.           | Class.     | Comp.     | M         | Pts       | Ess.      | Buts      | Dp.       |           |
| --------- | ---------------- | ------------------------------------ | ----------- | --------------- | ---------- | --------- | --------- | --------- | --------- | --------- | --------- | --------- |
| 1946-1947 | Bordeaux-Bayonne | Championnat de France                | 1/2 finale  | Coupe de France | 1/2 finale |           |           |           |           |           |           |           |
| 1947-1948 | Bordeaux-Bayonne | Championnat de France                | 7e          | Coupe de France | 1/4 finale |           |           |           |           |           |           |           |
| 1948-1949 | Bordeaux XIII    | Championnat de France                | 6e          | Coupe de France | 1/2 finale | CE        | 3         | -         | -         | -         | -         |           |
| 1949-1950 | Bordeaux XIII    | Championnat de France                | 8e          | Coupe de France | 1/8 finale | CE        | 1         | -         | -         | -         | -         |           |
| 1950-1951 | Bordeaux XIII    | Championnat de France                | 11e         | Coupe de France | 1/8 finale | TO        | 4         | -         | -         | -         | -         |           |
| 1951-1952 | Bordeaux XIII    | Championnat de France                | 6e          | Coupe de France | 1/8 finale | CE        | 5         | 3         | 1         | -         | -         |           |
| 1952-1953 | Bordeaux XIII    | Championnat de France                | 1/2 finale  | Coupe de France | 1/4 finale | CE        | 1         | -         | -         | -         | -         |           |
| 1953-1954 | Bordeaux XIII    | Championnat de France                | Champion    | Coupe de France | 1/4 finale |           | 1         | -         | -         | -         | -         |           |
| 1954-1955 | Facture XIII     | Championnat de France de 2e division | Finaliste   | Coupe de France | 1/8 finale |           |           |           |           |           |           |           |
| 1955-1956 | Facture XIII     | Championnat de France de 2e division | Champion    | Coupe de France |            |           |           |           |           |           |           |           |
| 1956-1957 | Facture XIII     | Championnat de France de 2e division |             | Coupe de France | 1/8 finale |           |           |           |           |           |           |           |
| 1957-1958 | Facture XIII     | Championnat de France de 2e division |             | Coupe de France |            |           |           |           |           |           |           |           |
| 1958-1959 | Facture XIII     | Championnat de France de 2e division |             | Coupe de France | 1/8 finale |           |           |           |           |           |           |           |
| 1959-1960 | Facture XIII     | Championnat de France de 2e division |             | Coupe de France | 1/8 finale |           |           |           |           |           |           |           |
| 1960-1961 | Facture XIII     | Championnat de France de 2e division |             | Coupe de France |            |           |           |           |           |           |           |           |
| 1961-1962 | Facture XIII     | Championnat de France de 2e division |             | Coupe de France |            |           |           |           |           |           |           |           |
| 1962-1963 | Bordeaux-Facture | Championnat de France                |             | Coupe de France |            |           |           |           |           |           |           |           |
| 1963-1964 | Bordeaux-Facture | Championnat de France                | 13e         | Coupe de France | 1/8 finale |           |           |           |           |           |           |           |
| 1964-1965 | Bordeaux-Facture | Championnat de France                | 13e         | Coupe de France | 1/4 finale |           |           |           |           |           |           |           |